# Jaap Kraaier
Jaap Kraaier   (Zaandam, 28 de novembre de 1913 - 7 de gener de 2004) fou un piragüista neerlandès que va competir durant la dècada de 1930.
El 1936 va prendre part en els Jocs Olímpics de Berlín, on guanyà la medalla de bronze en la competició del K-1 1.000 metres del programa de piragüisme.